# Laminado de fibra e metal
Laminado de fibra e metal (em inglês Fibre Metal Laminate or FML) é uma classe de materiais metálicos consistidos de algumas camadas finas de metal fundidas a camadas de compósitos. Isto permite que o material conserve as qualidades de estruturas de metal simples mas apresente vantagens consideráveis em outros aspectos tais como resistência à fadiga, à corrosão e ao fogo, e redução de peso.
Sendo uma mistura de metais monolíticos e compósitos, FML pertece à categoria de misturas heterogeneas.
São exemplos de FML o ARALL (fibras de Aramida) e o GLARE (fibras de vidro).